# Emil Stær
Emil Christian Stær Simensen (født 27. februar 1989) er en dansk kajakroer, der deltog i  OL 2012 i London.
Stær begyndte at ro som tolvårig og kom første gang på landsholdet i 2001. Han roede for Silkeborg Kajakklub. 
Han kvalificerede sig til OL 2012 i firerkajak sammen med René Holten Poulsen, Kim Wraae og Kasper Bleibach og i toerkajak på 1000 m sammen med Kim Wraae. Kvalifikationen kom i hus, da firerkajakken nåede i finalen ved VM i 2011. OL-billetten blev udstedt af DIF efter indstilling fra forbundet. Som optakt til OL vandt firerkajakken EM i Kroatien.
Ved OL i London blev Knudsen og Stær nummer fem i det indledende heat og nummer fire i semifinalen. Dette betød, at de kom i B-finalen, som de vandt, hvilket gav en samlet niendeplads i konkurrencen. Fireren blev først nummer tre i indledende heat, dernæst nummer seks i semifinalen, mens de i finalen blev nummer fem, under et sekund fra en medalje.